# Ателеопові
Ателеопові (Ateleopodidae) — невелика родина костистих риб, що належить до монотипового ряду Ателеоподоподібних (Ateleopodiformes). Вона налічує близько десятка видів в чотирьох родах, але ці загадкові риби потребують таксономічної ревізії.

## Опис і екологія
Ателеопові є глибоководними, донними, морськими рибами. Вони відомі з Карибського моря, сходу Атлантичного, західної і центральної Індопацифіки і тихоокеанського узбережжя Центральної Америки.
Більшість видів погано відома, але риба Guentherus altivelis становить потенційний інтерес для комерційного рибальства.